# ポーランド派
ポーランド派 （英：Polish Film School、波：Polska szkoła filmowa） は、ポーランドの非公式な映画監督と脚本家のグループであり、1955年から1963年の期間に活躍した。

## 概要・略歴
このグループはイタリアのネオレアリズモの影響を強く受けていた。1956年以降のポーランドにおける自由化への変革を先取りし、第二次世界大戦とドイツによる占領の期間のポーランドの歴史の複雑さを描き出した。中でも最も重要なトピックは元国内軍（Armia Krajowa、いわゆるAK）兵士だった世代と戦後ポーランドにおける彼らの役割、そして、ナチス・ドイツの強制収容所やワルシャワ蜂起のような国民的悲劇であった。政治的変革のおかげで彼らは、ポーランドの近い過去の出来事についてよりオープンに語ることが出来るようになった。しかしながら、1945年以降の歴史に関しては検閲の規則が依然強硬だったため、同時代を扱う映画作品はごく少数に留まった。これが「ポーランド派」のメンバーとイタリアのネオレアリズモの作家たちの間の大きな違いである。
「ポーランド派」は、まず第一にポーランドの国民性を強調し、社会主義リアリズムの公式ガイドラインに公然と反対した中央ヨーロッパで初めての芸術的ムーヴメントの一つであった。同ムーヴメントのメンバーたちは集団性に反対して、個人的役割を強調する傾向にあった。また、このムーヴメントには2つの傾向があった。アンジェイ・ワイダのような若い監督は一般にヒロイズムの理想を追求していた。もう一方のグループ（もっとも特筆すべきはアンジェイ・ムンク）は、ポーランド的性格をアイロニーやユーモア、そして国民的神話の解剖を通して分析した。

## 人と作品
アンジェイ・ワイダ
- 世代 Pokolenie （1955年）
- 地下水道 Kanał （1957年）
- 灰とダイヤモンド Popiół i diament （1958年）

アンジェイ・ムンク
- 鉄路の男 Człowiek na torze （1956年）
- エロイカ Eroica （1958年）
- 不運 Zezowate szczęście （1959年）
- パサジェルカ Pasażerka （1963年） ムンクの死後、ウィトル・レシェウィッチにより完成

イェジー・カヴァレロヴィチ
- 影 Cień （ 1956年）
- 戦争の真の終り Prawdziwy koniec wielkiej wojny （1957年）
- 夜行列車 Pociąg （1959年）
- 尼僧ヨアンナ Matka Joanna od Aniołów （1961年）

ヴォイチェフ・イエジー・ハス
- Pożegnania （1958年）
- 愛される方法 Jak być kochaną （1963年）

カジミェシュ・クッツ
- 勇猛十字勲章 Krzyż walecznych （1958年）
- 沈黙の声 Nikt nie woła （1960年）
- 列車の中の人々 Ludzie z pociągu （1961年）

タデウシュ・コンヴィツキ
- 冬の夕暮れ Zimowy zmierzch （1957年）
- 夏の最後の日 Ostatni dzień lata （1958年）
- 死者の日 Zaduszki （1961年）

スタニスワフ・ルジェーヴィッチ
- 自由都市 Wolne Miasto （1958年）
- 出生証明書 Świadectwo urodzenia （1961年）